# Сутора рудокрила
Суто́ра рудокрила (Sinosuthora alphonsiana) — вид горобцеподібних птахів родини суторових (Paradoxornithidae). Мешкає в Китаї і В'єтнамі. Вид названий на честь французького зоолога Альфонса Мілн-Едвардса.

## Опис
Довжина птаха становить 12,5 см, враховуючи довгий, східчастий хвіст. Забарвлення переважно сірувато-коричневе, горло і груди сірі, тім'я і крила рудувато-коричневі.

## Підвиди
Виділяють чотири підвиди:
- S. a. alphonsiana (Verreaux, J, 1871) — центр Сичуаню;
- S. a. ganluoensis (Li, G & Zhang, Q, 1980) — південь центрального Сичуаню (повіт Ганло);
- S. a. stresemanni (Yen, 1934) — південь центрального Китаю;
- S. a. yunnanensis (La Touche, 1921) — південь Китаю і північ В'єтнаму.

## Поширення і екологія
Рудокрилі сутори мешкають в Китаї і В'єтнамі, були інтродуковані до Італії. Вони живуть у високогірних чагарникових заростях, в чагарниковому підліску заболочених лісів, на високогірних луках і плантаціях. Зустрічаються на висоті від 320 до 1800 м над рівнем моря.